# Lukovac Gornji
Koordinati:   42°46′29″N, 16°57′13″E
Lukovac Gornji je majhen nenaseljen otoček v Jadranskem morju. Pripada Hrvaški.
Otoček leži okoli 1,2 km severovzhodno od rta Novi Hum na otoku Korčuli v skupini otočkov z imenom Lastovnjaci Površina otočka je manjša od 0,01 km².